# Irene Fargo

Irene Fargo

Irene Fargo (* 1. November 1962 in Palazzolo sull’Oglio, Provinz Brescia, als Flavia Pozzaglio; † 1. Juli 2022) war eine italienische Popsängerin und Musicaldarstellerin.

## Werdegang
1988 nahm sie am Nachwuchswettbewerb Festival di Castrocaro teil und erreichte das Finale. Das brachte ihr einen Plattenvertrag ein und ein Jahr später erschien ihre erste Single. Im Jahr darauf folgte ihr erstes Album.
1991 und 1992 gelang ihr im Nachwuchswettbewerb beim Sanremo-Festival jeweils ein zweiter Platz. Beide Festivalbeiträge platzierten sich in den italienischen Singlecharts. In der Folgezeit nahm sie an weiteren Festivals teil und war in den 90er Jahren fester musikalischer Gast in zwei Fernsehshows in Italien.
2002 spielte sie zum ersten Mal in einem Musical mit. Es handelt sich um Il ritratto di Dorian Gray (Das Bildnis des Dorian Gray). Weitere Musicalrollen folgten für sie in I promessi sposi (Die Verlobten) und in Cleopatra.
Irene Fargo starb Anfang Juli 2022 im Alter von 59 Jahren.

## Erfolgstitel
- 1989 Dialoghi
- 1991 La donna di Ibsen
- 1991 Ugo (domani mi sposo)
- 1992 Come una Turandot
- 1992 Sabbia d’Africa
- 1993 Ma quando sarà
- 1994 Qualcuno come me
- 1994 Facile
- 1997 Tu mio io
- 1999 Vai da lei
- 2003 Trappole
- 2004 Nel mio amore